# Spülgraben (Wipper)
Der Spülgraben ist ein etwa 800 m langer, linker Zufluss des Mühlgrabens und somit indirekt der Wipper in Wollersleben, einem Ortsteil der Stadt Bleicherode im nordthüringischen Landkreis Nordhausen.

## Verlauf
Der kleine Bach entspringt nördlich von Wollersleben. Er durchfließt ab seiner Quelle, bis zur Unterführung der Bahnstrecke Nordhausen-Leinefelde, einen tiefen und dicht bewaldeten Graben. Nach der Unterführung durchfließt er Wollersleben von Norden nach Süden, dreht aber für wenige Meter in östliche Richtung ab. Nachdem er die Ortschaft verlassen hat, mündet er in den Mühlgraben und etwas weiter bachabwärts mit diesem zusammen in den Unstrut-Zufluss Wipper.

## Sonstiges
In niederschlagsarmen Jahresabschnitten kommt es vor, dass das Bachbett des kleinen Baches trockenfällt. Seit Jahrzehnten wird der Mühlgraben nicht mehr vom Wipperwasser gespeist. Die dem Mühlgraben (über Spülgraben) zugeführten Wassermengen fehlen. Somit kommt Mühlgraben zum Stehen und gleicht einem Tümpel.

## Bilder

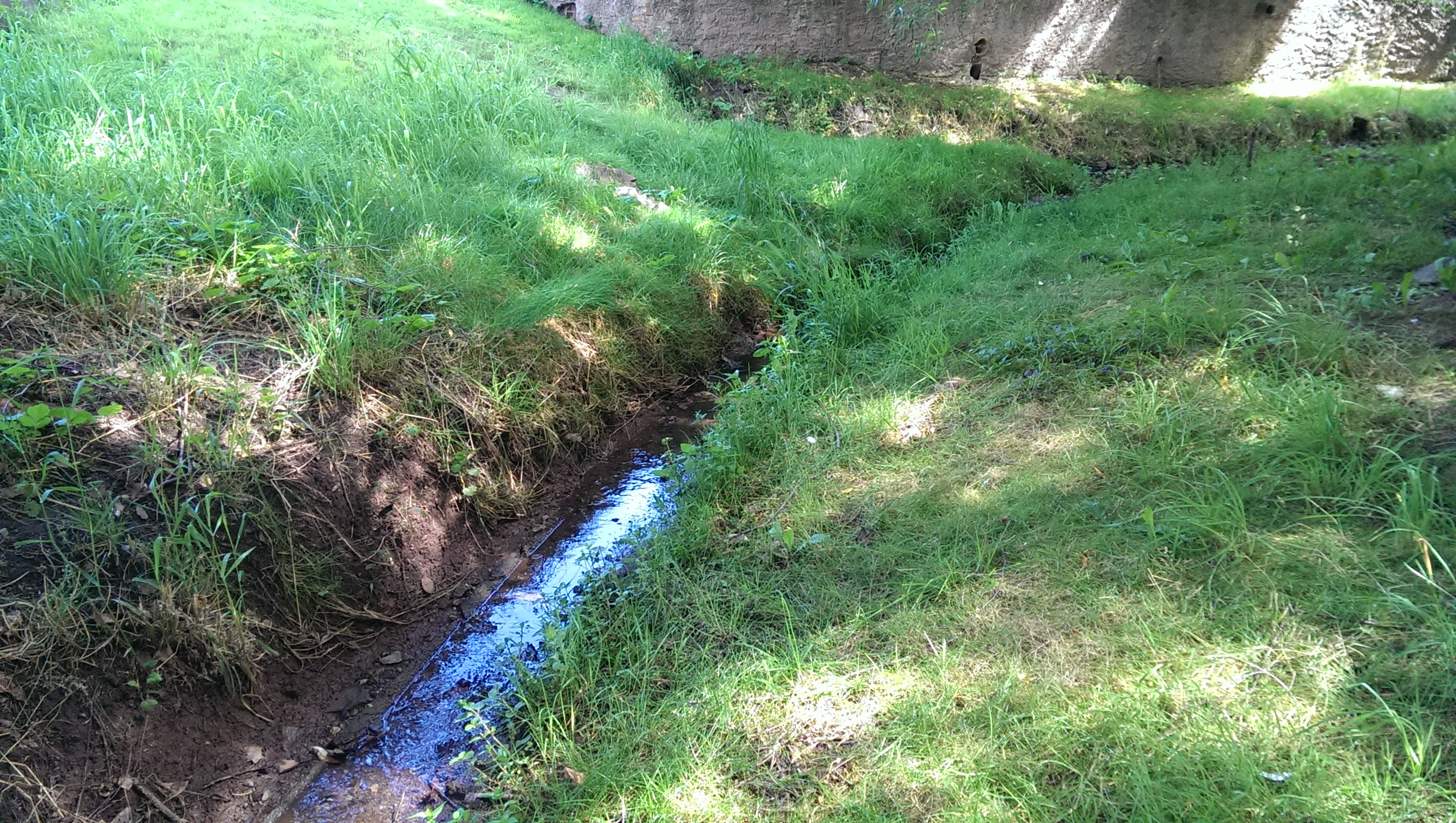
Spülgraben in Wollersleben
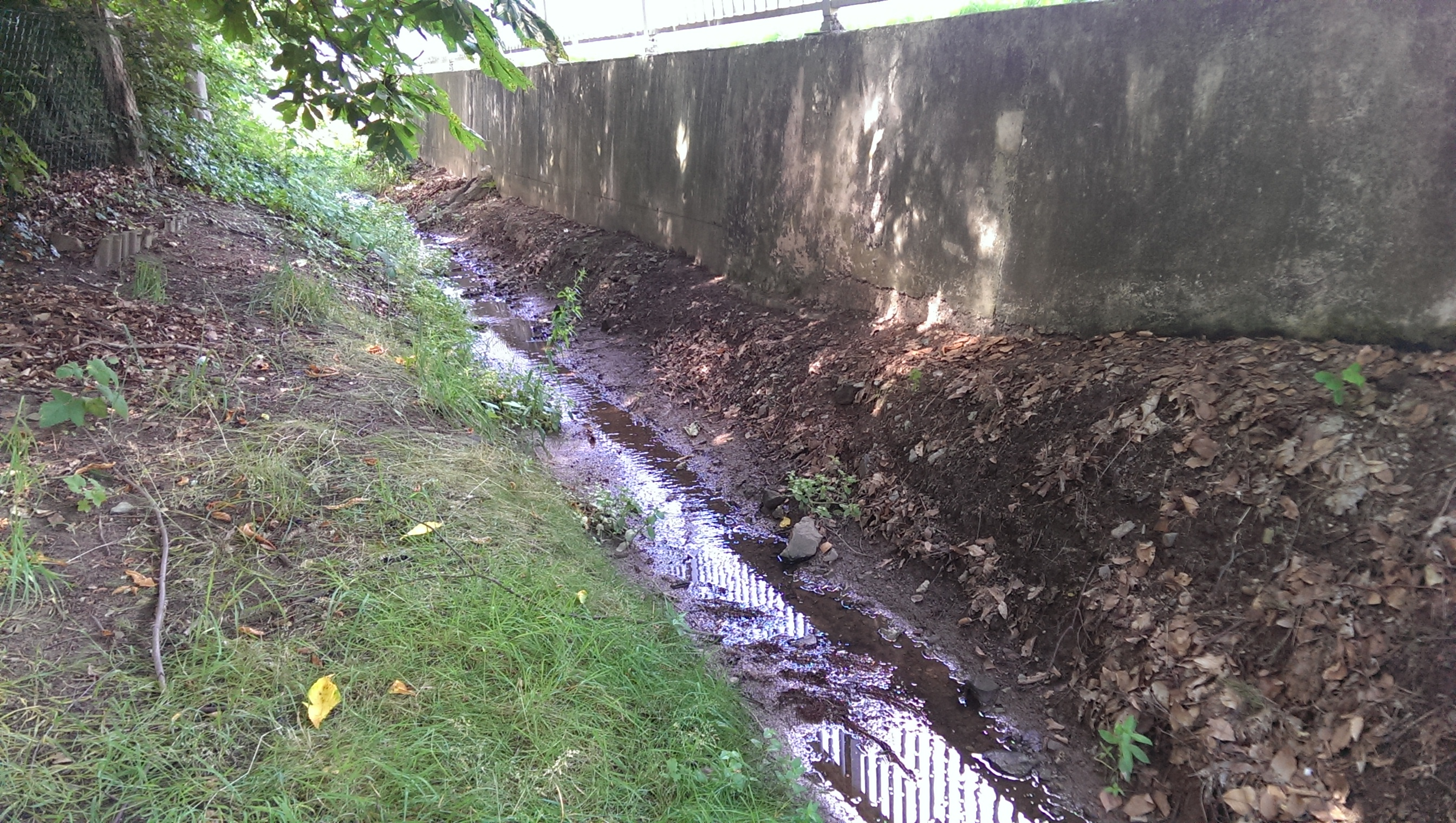
Spülgraben in Wollersleben
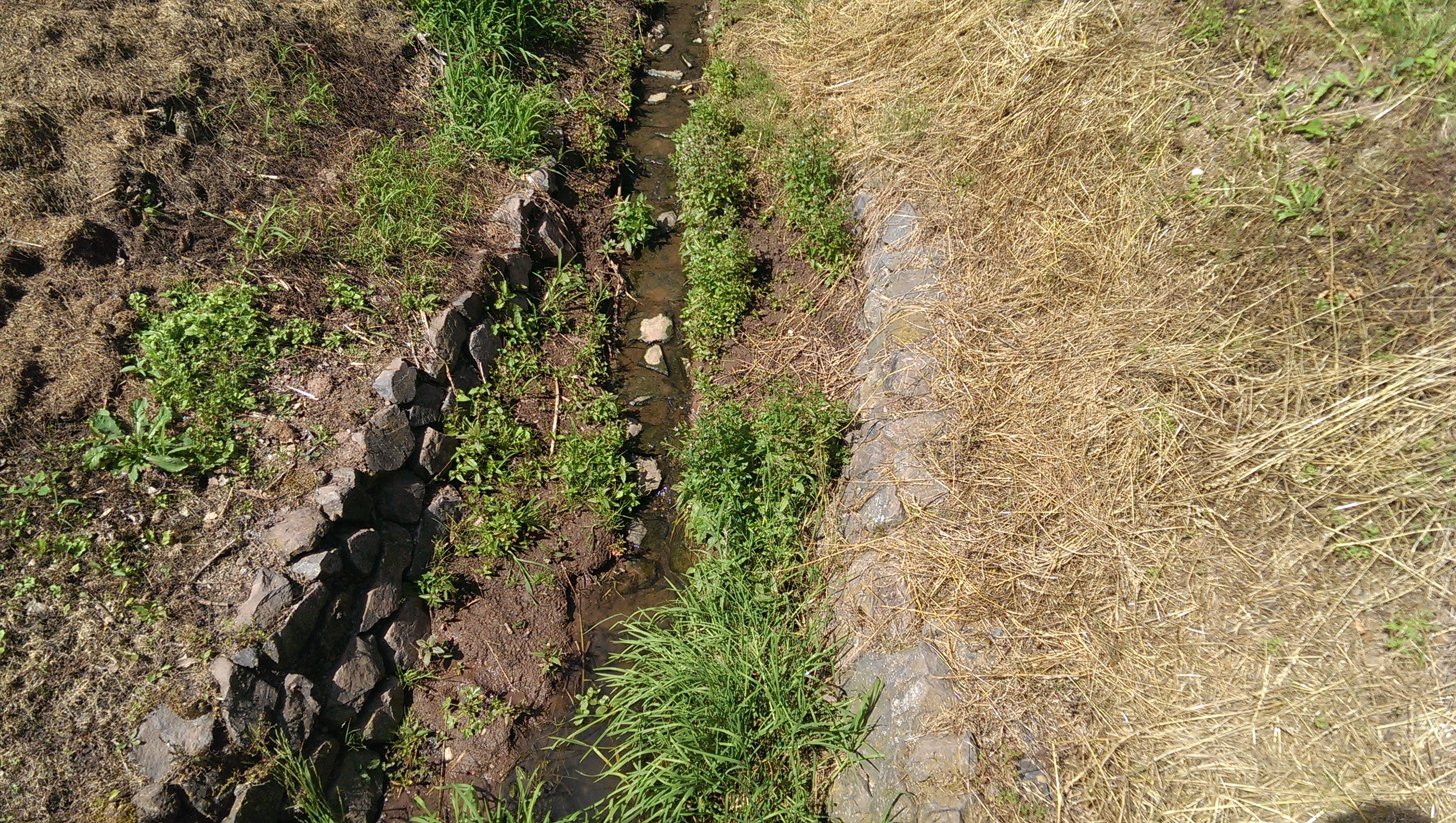
Spülgraben in Wollersleben